# Wachoffizier
Die Steuerung eines Wasserfahrzeugs im Schichtbetrieb wird als Wache bezeichnet. Der jeweilige leitende Offizier der Schicht ist der Wachoffizier.
Es wird zwischen der Qualifikation und dieser momentanen Funktion sowie zwischen militärischen und zivilen Wasserfahrzeugen unterschieden.
Auf Handelsschiffen hat der Wachoffizier mindestens ein Patent als nautischer Offizier. Er kann auch ein Kapitänspatent haben, ohne Kapitän des Schiffes zu sein. Sein Vorgesetzter, der permanent die Verantwortung für das gesamte Schiff trägt, ist der Kapitän.
Auf militärischen Schiffen und Booten wird der Wachoffizier zwar im Allgemeinen einen Offizierdienstgrad haben, jedoch steht dies nicht im unmittelbaren Zusammenhang mit seiner Befugnis, das Fahrzeug zu führen. Sein Vorgesetzter, der permanent die Verantwortung für das gesamte Schiff oder Boot trägt, ist der Kommandant. Die Verantwortung für den Betrieb der Maschinenanlage liegt im Wachdienst beim Wachingenieur.
Auf Sportbooten und Traditionsseglern wird vom Wachführer statt vom Wachoffizier gesprochen.

## Verwandte Themen
- Ankerwache – die Wache eines ankernden Schiffes